# Хабибулла Мешхеди

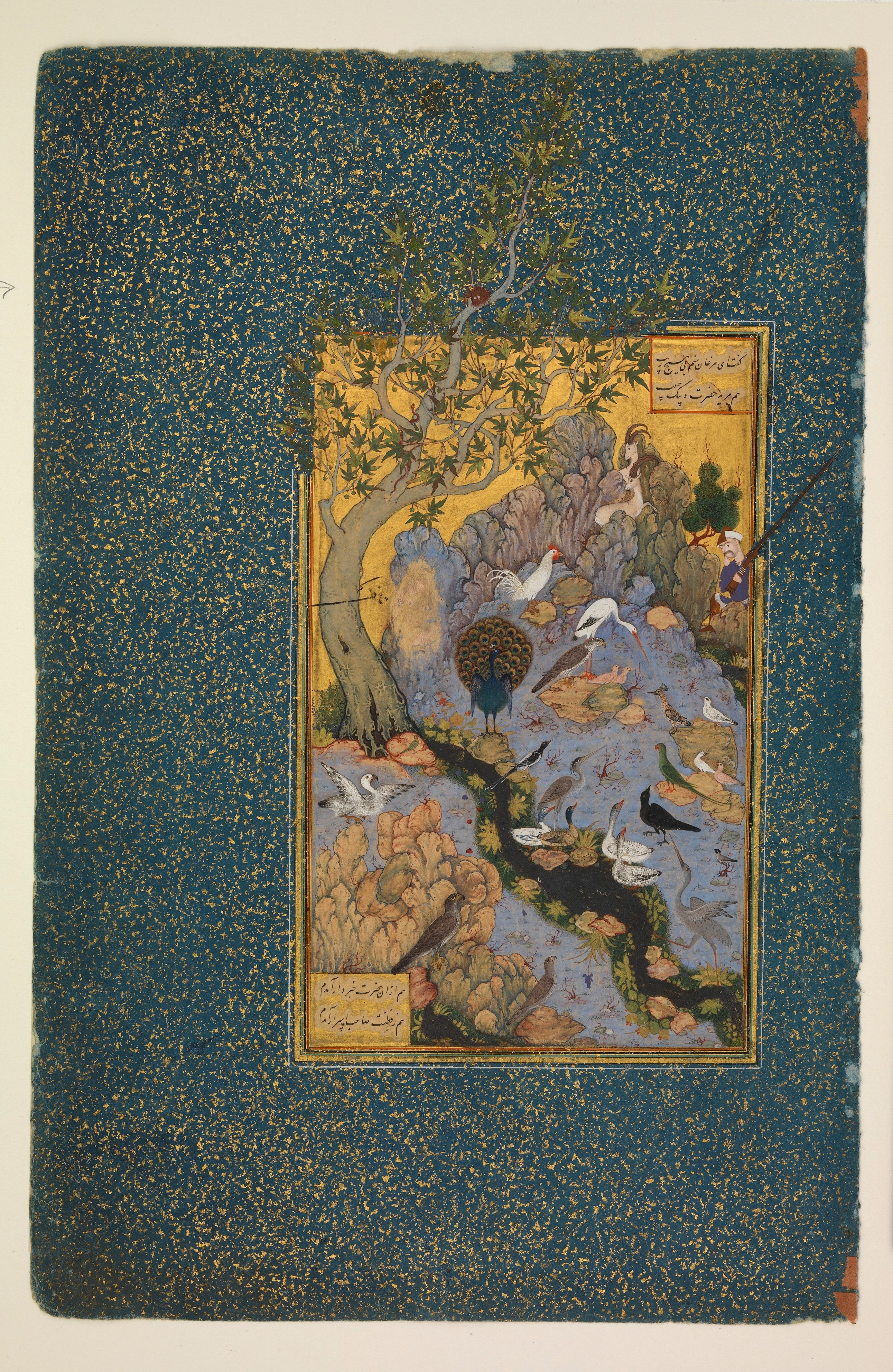
Хабибулла. «Беседа птиц» Аттара. ок. 1600 г, Музей Метрополитен, Нью-Йорк.

Хабибулла Мешхеди (также просто «Хабибулла», «Хабиб Аллах» и «Хабиб Аллах Саведжи»; работал в конце XVI — нач. XVII века) — персидский художник.
Биографические сведения об этом мастере крайне скудны. Его имя упоминает только персидский хронист Кази Ахмед в своем «Трактате о каллиграфах и художниках» (1596г): «Мавлана Хабибаллах из Савэ, жил в Куме, по ловкости рук стал тем, на кого указывают миряне пальцем, в отношении художества сделался душеобольстителем людей [этого] времени, день ото дня совершенствуется».
Семья Хабибуллы происходила из небольшого городка Саве, недалеко от Кума. История не донесла сведений о том, где он обучался и начинал творческую карьеру. Кази Ахмед в заметке от 1606 года сообщает, что губернатор города Кум Хусейн-хан отправившись в Герат пригласил Хабибуллу с собой, но принц Аббас увел его от хана, и отправил в столицу — Исфахан, где Хабибулла стал работать художником в шахской китабхане. Имя Хусейн-хана шах Аббас I впервые упоминает в сентябре 1598 года, когда сам Аббас находился в недавно захваченном им Герате, и назначил Хусейн-хана губернатором этого города, а также генерал-губернатором («амир-аль-омара») всего Хорасана. А случай с приглашением Хабибуллы в шахскую китабхане в Исфахане произошел, видимо, не ранее 1601 года, когда Аббас I уже совершил выезд в Герат с пышной свитой. Это означает, что Хабибулла по меньшей мере два года жил и работал у Хусейн-хана в Герате — городе с давними художественными традициями, и, вероятно, впитал многое из этих традиций. С таким творческим багажом художник прибыл в столицу.
Некоторые свои работы мастер подписывал именем «Хабибулла Мешхеди». Одни специалисты считают, что это свидетельство его долгого пребывания в Мешхеде, другие, что эта приставка не является результатом его жизни или работы в этом городе. Они полагают, что приставка «Мешхеди» вполне могла быть результатом паломничества художника к могиле Имама Резы в Мешхеде.

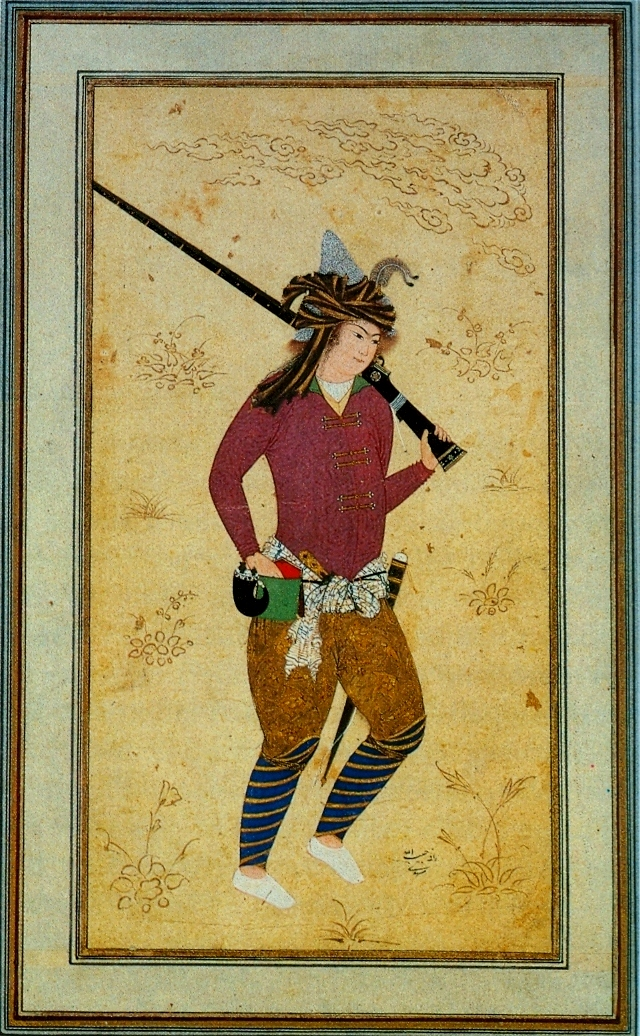
Хабибулла. Юноша с ружьем. ок. 1600. Берлин, Музей исламского искусства.

Самым прославленным произведением Хабибуллы вне сомнения является миниатюра к мистической поэме Фаридаддина Аттара «Мантик аль-Таир» (Беседы птиц). Манускрипт появился за сто лет до того, как попал в библиотеку Аббаса I . Он был создан в 1486-7 годах по заказу тимуридского правителя Хусейна Байкара. В нём были четыре миниатюры, созданные во времена правления тимуридов. Шах Аббас I счел нужным добавить ещё одну — созданную Хабибуллой. Это удивительно тонкое произведение, полное природной тайны, с великолепно выписанными «портретами» птиц, которые в данном случае символизируют души. Миниатюра близка по стилю к остальным четырём, созданным в эпоху Хусейна Байкара. Из общего стиля выпадает только фигура мужчины с ружьем, о котором в поэме Аттара не говорится ни слова. Вероятно, это лучшая иллюстрация к его поэме.

Хабибулле приписывается довольно много произведений; имеют его подпись следующие: миниатюра «Взвешивание дынь» из не имеющей даты копии «Зафарнаме» (Частное собрание); «Верблюд и бородатый погонщик» (Частное собрание); рисунок с подкраской «Юноша, натягивающий лук» (Арт энд Хистори Траст Коллекшн, Хьюстон); «Юноша с ружьем» (Берлин, Музей исламского искусства); «Молодая женщина держащая грушу» (коллекция Бэзила Робинсона, Лондон); «Женщина в оранжевом одеянии» (Топкапы Сарай, Стамбул); «Молодой охотник, заряжающий ружьё» (Топкапы Сарай, Стамбул); «Верблюд» (Меделхавсмузеет, Стокгольм); и «Жеребец» (Музей Метрополитен, Нью-Йорк). Эти работы обычно датируют «около 1600 года». 

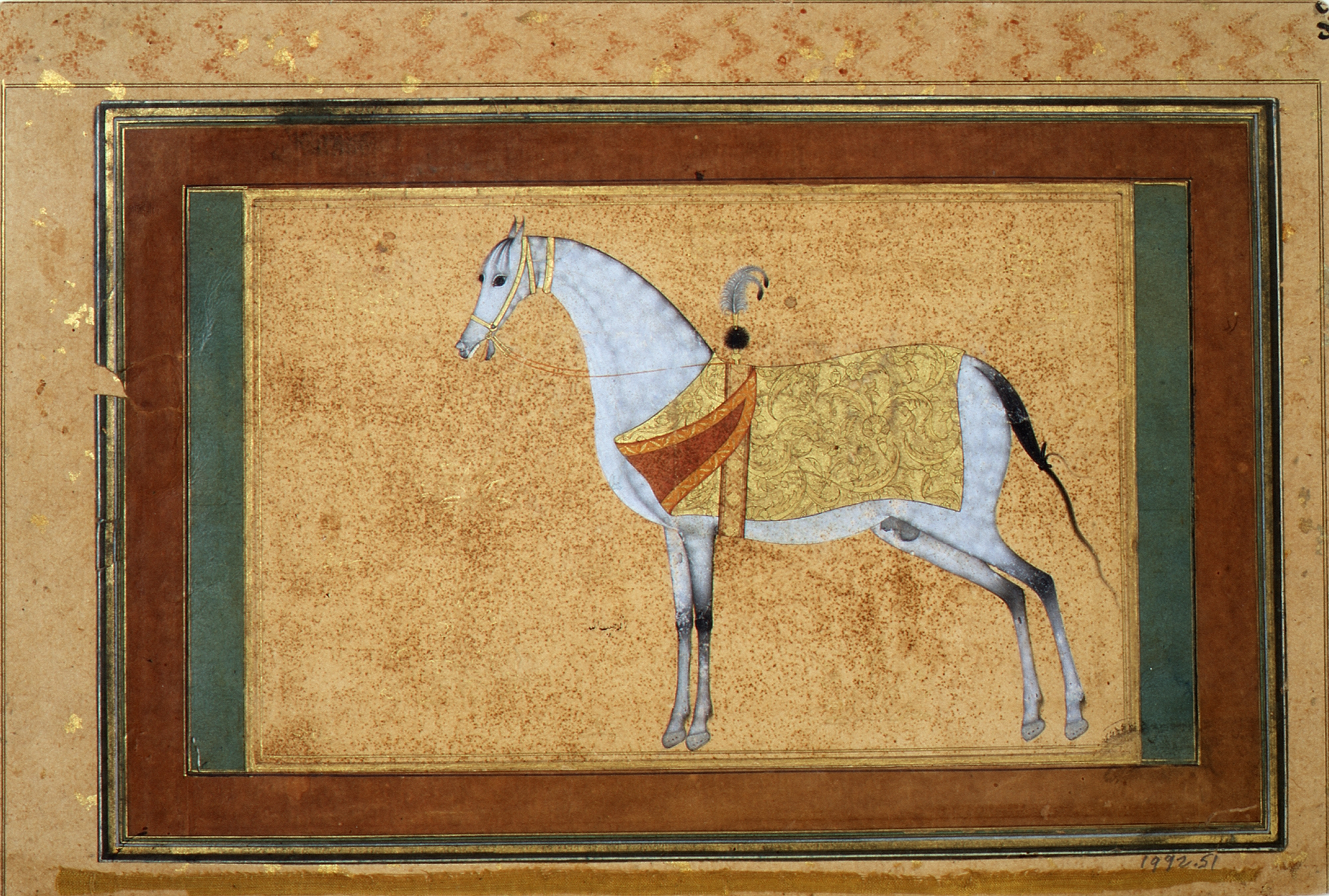
Хабибулла. Жеребец. ок. 1600 г. Нью-Йорк, Музей Метрополитен.

Кроме них Хабибулле приписываются работы в нескольких манускриптах: три миниатюры в «Мантик аль-таир», добавленные при шахе Аббасе I (Музей Метрополитен, Нью-Йорк); двадцать шесть миниатюр в рукописи «А’х-наме», созданной для губернатора Герата Хусейн-хана (Музей Ризы Аббаса, Тегеран); пять альбомных листов с разными рисунками из Библиотеки Пирпонта Моргана, Нью-Йорк, и несколько миниатюр, хранящихся в Библиотеке Честер Битти в Дублине.
Среди своих современников, Мухаммади, Шейх Мухаммеда, Ризы-йи-Аббаси и других, Хабибулла был самым консервативным мастером. Он не спешил к новым формам и сюжетам, придерживался классической персидской традиции, и «полировал» её до блеска. В его работах растворенное серебро и золото применяется не только для фонов, но также для отделки складок одежды и лиц — он работал в уникальной технике, которую не применял в то время никто, ни в Исфахане, ни в Герате. Искусствоведы предполагают, что в юности он обучался ювелирному делу, и мог работать с самыми разными материалами.
Дата его смерти неизвестна.